# Список Героев Социалистического Труда (Джабаров — Дическул)
Эта страница является частью списка Героев Социалистического Труда и перечисляет в алфавитном порядке лиц, удостоенных звания Героя Социалистического Труда, чьи фамилии начинаются с буквы «Д», от Джабаров до Дическул.
- Список не включает дважды и трижды Героев Социалистического Труда, а также лиц, лишённых этого звания.
- Список содержит информацию о датах жизни, роде деятельности и дате присвоения звания Героя.
- Герои, удостоенные звания посмертно, выделены в списке  серым цветом .
- Герои, сменившие фамилию после присвоения звания, приводятся в списках дважды, при этом строка с новой фамилией выделяется  бежевым цветом  и не имеет номера.

## Список людей, фамилии которых начинаются с «Д»
| Навигационная таблица | Навигационная таблица |
| --------------------- | --------------------- |
| «Д»                   | Дабаев — Дешунин      |
| «Д»                   | Джабаров — Дическул   |
| «Д»                   | Длимбетов — Дощечкин  |
| «Д»                   | Драгавцев — Дяченко   |

| №          | Фамилия, имя, отчество             | Даты жизни              | Деятельность | Дата присвоения | ГС         |
| ---------- | ---------------------------------- | ----------------------- | --- | --------------- | ---------- |
| 1          | Джабаров Гафур                     | 1908 — ????             | Бригадир колхоза имени Кирова Комсомольского района Самаркандской области | 12.07.1949      |            |
| 2          | Джабаров Рахманкул                 | 1902—1976               | Председатель колхоза имени Кагановича Кокташского района Сталинабадской области | 19.03.1947      | [ ГС 1 ]   |
| 3          | Джаббаров Маматкарим               | 1913 — ????             | Начальник дорожно-строительного управления № 10 Министерства строительства и эксплуатации автомобильных дорог Узбекской ССР, Бухарская область | 04.05.1971      |            |
| 4          | Джаббаров Саттар                   | 1924—1987               | Председатель колхоза имени Энгельса Гиждуванского района Бухарской области | 26.02.1981      | [ ГС 2 ]   |
| 5          | Джаббаров Юнис Гусейн оглы         | 10.01.1916 — 03.01.1953 | Заведующий районным отделом сельского хозяйства Ахсуинского района Азербайджанской ССР | 10.03.1948      | [ ГС 3 ]   |
| 6          | Джабиев Худаверди Салман оглы      | 1886 — 03.07.1975       | Звеньевой колхоза имени Азизбекова Ахсуинского района Азербайджанской ССР | 10.03.1948      | [ ГС 4 ]   |
| 7          | Джабиева Зейнаб Ага кызы           | 1920 — 21.04.2003       | Звеньевая колхоза «Захмет» Геокчайского района Азербайджанской ССР | 10.03.1948      | [ ГС 5 ]   |
| 8          | Джабиров Шариф                     | 1898 — ????             | Бригадир хлопководческой бригады колхоза имени Ленина Сталинабадского района Таджикской ССР | 17.01.1957      | [ ГС 6 ]   |
| 9          | Джабраилов Тагир Рза оглы          | 15.02.1937 — 28.09.1986 | Дояр совхоза имени Жданова Кубинского района Азербайджанской ССР | 06.09.1973      | [ ГС 7 ]   |
| 10         | Джабуа Василий Виссарионович       | 15.06.1922 — ????       | Председатель колхоза имени Берия Махарадзевского района Грузинской ССР | 21.02.1948      | [ ГС 8 ]   |
| 11         | Джабуа Владимир Владимирович       | 1924 — ????             | Звеньевой колхоза «Колхида» Зугдидского района Грузинской ССР | 19.07.1950      | [ ГС 9 ]   |
| 12         | Джабуа Геронтий Виссарионович      | 1921 — ????             | Бригадир колхоза имени Берия Махарадзевского района Грузинской ССР | 21.02.1948      | [ ГС 10 ]  |
| 13         | Джабуа Зинаида Мелитоновна         | 1924 — ????             | Звеньевая колхоза имени Берия Натанебского сельсовета Махарадзевского района Грузинской ССР | 29.08.1949      | [ ГС 11 ]  |
| 14         | Джабуа Имения Степанович           | 1928 — ????             | Звеньевой колхоза «Колхида» Зугдидского района Грузинской ССР | 19.07.1950      | [ ГС 12 ]  |
| 15         | Джабуа Саверьян Уджуевич           | 1895 — ????             | Бригадир колхоза имени Берия Ахалсопельского сельсовета Зугдидского района Грузинской ССР | 21.02.1948      | [ ГС 13 ]  |
| 16         | Джабуа Ян Парнаозович              | 1921 — ????             | Бригадир колхоза «Колхида» Зугдидского района Грузинской ССР | 19.07.1950      | [ ГС 14 ]  |
| 17         | Джавадов Кулам Магеррам оглы       | 04.12.1930 — 11.07.1993 | Бригадир колхоза имени Джапаридзе Бардинского района Азербайджанской ССР | 08.04.1971      | [ ГС 15 ]  |
| 18         | Джавадов Усейн Ага Бала оглы       | 30.12.1905 — 13.12.1979 | Секретарь Казахского райкома Компартии (большевиков) Азербайджана | 10.03.1948      | [ ГС 16 ]  |
| 19         | Джавадян Лена Багратовна           | 01.09.1926 — 28.12.1981 | Виноградарь совхоза имени XXII партсъезда Мардакертского района Нагорно-Карабахской автономной области | 23.02.1981      | [ ГС 17 ]  |
| 20         | Джавахашвили Варсеник Новосартовна | 1894 — ????             | Звеньевая виноградарского совхоза имени Низами Министерства пищевой промышленности СССР, Таузский район Азербайджанской ССР | 05.10.1949      | [ ГС 18 ]  |
| 21         | Джайлауова Кунемай                 | 1901 — ????             | Звеньевая колхоза «Кум-жота» Свердловского района Джамбулской области | 15.06.1950      | [ ГС 19 ]  |
| 22         | Джакелидзе Шукри Мухамедович       | 09.10.1893 — 27.12.1954 | Звеньевой колхоза имени Кирова Кедского района Аджарской АССР | 03.05.1949      | [ ГС 20 ]  |
| 23         | Джаксылыков Акын                   | 1893 — ????             | Старший чабан колхоза имени Джамбула Джамбулского района Джамбулской области | 29.03.1958      | [ ГС 21 ]  |
| 24         | Джалагония Калистрат Петрович      | 1911 — ????             | Звеньевой колхоза «Чита Чхория» Гальского района Абхазской АССР | 21.02.1948      | [ ГС 22 ]  |
| 25         | Джалалов Ахунбай                   | 1895 — ????             | Звеньевой колхоза имени Кагановича Янги-Юльского района Ташкентской области | 27.04.1948      |            |
| 26         | Джалалов Маннап                    | 13.04.1934 — 01.08.1982 | Бригадир колхоза имени XX партсъезда Мархаматского района Андижанской области | 01.03.1965      | [ ГС 23 ]  |
| 27         | Джалгаспаев Смагул                 | 10.03.1925 — ????       | Оператор по добыче нефти и газа нефтегазодобывающего управления «Узеннефть» объединения «Мангышлакнефть» Министерства нефтяной промышленности СССР, Мангышлакская область                                                                                        | 30.12.1973      | [ ГС 24 ]  |
| 28         | Джалилов Джумабай                  | 1905 — 06.03.1957       | Председатель исполнительного комитета районного Совета депутатов трудящихся Курган-Тюбинского района Сталинабадской области | 02.06.1948      | [ ГС 25 ]  |
| 29         | Джалилов Миркамол                  | 01.05.1916 — ????       | Звеньевой колхоза имени Ленина Шахринауского района Сталинабадской области | 03.05.1949      | [ ГС 26 ]  |
| 30         | Джалилова Сервер                   | род. 1928               | Звеньевая колхоза имени Куйбышева Фарабского района Чарджоуской области | 05.04.1948      | [ ГС 27 ]  |
| 31         | Джалилова Фатима                   | 1914 — ????             | Звеньевая колхоза «Коммунизм» Сталинабадского района Сталинабадской области | 01.03.1948      |            |
| 32         | Джамалашвили Мария Георгиевна      | 1915 — ????             | Звеньевая колхоза имени Берия Аброшикского сельсовета Цителицкаройского района Грузинской ССР | 05.09.1950      | [ ГС 28 ]  |
| 33         | Джамбулатов Ханибек                | 1898 — ????             | Старший чабан каракулеводческого совхоза «Сюткентский» Министерства совхозов СССР, Чардаринский район Южно-Казахстанской области | 01.12.1949      | [ ГС 29 ]  |
| 34         | Джамбулов Сурапбай                 | 10.06.1886 — 19.03.1972 | Заведующий коневодством колхоза «Восток» Луговского района Джамбулской области | 23.07.1948      | [ ГС 30 ]  |
| 35         | Джамолова Сабохат                  | 02.07.1933 — 18.12.2018 | Доярка колхоза «Москва» Ура-Тюбинского района Ленинабадской области | 10.03.1976      | [ ГС 31 ]  |
| 36         | Джанабаев Мирзали                  | 1896 — ????             | Старший чабан каракулеводческого совхоза «Кенемех» Министерства внешней торговли СССР, Кенемехский район Бухарской области | 15.09.1948      |            |
| 37         | Джанарстанов Кали                  | 1884—1968               | Старший чабан колхоза имени Будённого Джангалинского района Западно-Казахстанской области | 23.07.1948      | [ ГС 32 ]  |
| 38         | Джанбосынов Куртибай               | 1893 — ????             | Заведующий фермой колхоза «Кенес-Тюбе» Таласского района Джамбулской области | 23.07.1948      | [ ГС 33 ]  |
| 39         | Джангиров Раззак                   | 1926 — 11.04.1981       | Старший чабан госплемзавода «Карнаб» Нарпайского района Самаркандской области | 06.09.1973      | [ ГС 34 ]  |
| 40         | Джанджгава Давид Несторович        | 1903 — ????             | Секретарь Гудаутского районного комитета Компартии Грузии (большевиков) | 21.02.1948      | [ ГС 35 ]  |
| 41         | Джандыбаев Чопан                   | 09.12.1937 — 23.10.1988 | Старший чабан совхоза «Дегерес» Джамбулского района Алма-Атинской области | 08.04.1971      | [ ГС 36 ]  |
| 42         | Джанелидзе Иустин Ивлианович       | 01.08.1883 — 14.01.1950 | Начальник кафедры госпитальной хирургии Военно-морской медицинской академии, академик Академии медицинских наук СССР, генерал-лейтенант медицинской службы, гор. Ленинград                                                                                       | 06.03.1945      | [ ГС 37 ]  |
| 43         | Джанетова Кульпаран                | 08.03.1921 — 22.06.2010 | Швея-мотористка Алма-Атинской швейной фирмы имени 1 Мая Министерства лёгкой промышленности Казахской ССР | 05.04.1971      | [ ГС 38 ]  |
| 44         | Джантелиев Джангибек               | 1885 — ????             | Старший табунщик колхоза «Бесжилдык» Джамбулского района Джамбулской области | 23.07.1948      | [ ГС 39 ]  |
| 45         | Джантуров Керимбек                 | 1929 — 13.05.1969       | Звеньевой колхоза «Победа» Тюлькубасского района Южно-Казахстанской области | 28.03.1948      | [ ГС 40 ]  |
| 46         | Джаныбаева Маруса                  | род. 1934               | Чабан колхоза «Кызыл-Джылдыз» Тогуз-Тороуского района Тянь-Шаньской области | 07.03.1960      | [ ГС 41 ]  |
| 47         | Джапаридзе Николай Романович       | 15.05.1892 — 1980       | Учитель средней школы № 23, гор. Тбилиси Грузинской ССР | 01.07.1968      | [ ГС 42 ]  |
| 48         | Джарбулов Мухамеди                 | 01.07.1906 — 19.04.1978 | Путевой обходчик Айна-Булакской дистанции пути Казахской железной дороги, Талды-Курганская область | 01.08.1959      | [ ГС 43 ]  |
| 49         | Джаркымбаев Акмат                  | 1887—1982               | Старший чабан колхоза имени Ленина Ат-Башинского района Тянь-Шаньской области | 15.02.1957      | [ ГС 44 ]  |
| 50         | Джарлыкасымов Салим                | 13.03.1916 — 27.12.1998 | Бригадир плотников строительно-монтажного управления № 10 треста № 3 Главалмаатастроя, гор. Алма-Ата | 09.08.1958      | [ ГС 45 ]  |
| 51         | Джарсалия Теймур Согумович         | 1890—1961               | Звеньевой колхоза имени Молотова Гудаутского района Абхазской АССР | 21.02.1948      | [ ГС 46 ]  |
| 52         | Джарчиев Муртуз Зейнал оглы        | 15.09.1910 — 28.10.1985 | Заведующий районным отделом сельского хозяйства Казахского района Азербайджанской ССР | 10.03.1948      | [ ГС 47 ]  |
| 53         | Джафаров Аббас Мамед оглы          | 1900 — 01.05.1981       | Звеньевой Мартунинского виноградарского совхоза Министерства пищевой промышленности СССР, Мартунинский район Нагорно-Карабахской автономной области | 04.09.1950      | [ ГС 48 ]  |
| 54         | Джафаров Акиф Аллахярович          | 09.10.1930 — 30.11.1992 | Мастер нефтепромыслового управления «Гюргяннефть», Азербайджанская ССР | 28.05.1960      | [ ГС 49 ]  |
| 55         | Джафаров Байрам Исмаил оглы        | 22.03.1906 — 02.10.1992 | Комбайнёр Астрахан-Базарской МТС Астрахан-Базарского района Азербайджанской ССР | 27.07.1951      | [ ГС 50 ]  |
| 56         | Джафаров Гафур Джафар оглы         | 20.03.1924 — ????       | Мастер Азербайджанского цементно-гипсового комбината Министерства промышленности строительных материалов Азербайджанской ССР, гор. Баку | 28.07.1966      | [ ГС 51 ]  |
| 57         | Джафаров Мамед Абдулла оглы        | 16.12.1926 — 13.11.1997 | Ветеринарный фельдшер колхоза имени Берия Нахичеванского района Нахичеванской АССР | 24.06.1949      | [ ГС 52 ]  |
| 58         | Джафаров Ширван Иман оглы          | 1901 — ????             | Старший чабан колхоза «Мубариза» Сисианского района Армянской ССР | 18.06.1949      | [ ГС 53 ]  |
| 59         | Джафарова Амина Сурхай оглы        | 1925 — 13.08.2011       | Звеньевая виноградарского совхоза имени Берия Министерства пищевой промышленности СССР, Азербайджанская ССР | 05.10.1949      | [ ГС 54 ]  |
| 60         | Джахая Антон Мерабович             | 1912 — ????             | Председатель исполнительного комитета Совета депутатов трудящихся Гальского района Абхазской АССР | 21.02.1948      | [ ГС 55 ]  |
| 61         | Джачвадзе Роман Александрович      | 1908 — ????             | Звеньевой колхоза «Моцилаве» Телавского района Грузинской ССР | 09.08.1949      | [ ГС 56 ]  |
| 62         | Джвебенава Ефим Дмитриевич         | 15.12.1903 — ????       | Секретарь Ткибульского районного комитета Компартии (большевиков) Грузии | 29.08.1949      | [ ГС 57 ]  |
| 63         | Джгамазия Ладико Тахвахович        | 1924 — ????             | Звеньевой колхоза имени Берия Очемчирского района Абхазской АССР | 21.02.1948      | [ ГС 58 ]  |
| 64         | Джгереная Владимир Согратович      | 1913 — ????             | Звеньевой колхоза имени Сталинской Конституции Гальского района Абхазской АССР | 21.02.1948      | [ ГС 59 ]  |
| 65         | Джгубурия Георгий Гуджаевич        | 15.10.1897 — 17.10.1950 | Председатель колхоза имени Ленина Окумского сельсовета Гальского района Абхазской АССР | 29.08.1949      | [ ГС 60 ]  |
| 66         | Джебраилов Мазаир Гамидович        | 05.05.1909 — 16.11.1976 | Секретарь Акстафинского райкома Компартии (большевиков) Азербайджана | 10.03.1948      | [ ГС 61 ]  |
| 67         | Джеджея Ленти Бардгуевна           | 1919 — ????             | Звеньевая колхоза имени Сталинской Конституции Гальского района Абхазской АССР | 21.02.1948      | [ ГС 62 ]  |
| 68         | Джеджея Чака Бардгуевич            | 1905 — ????             | Бригадир колхоза имени Сталинской Конституции Гальского района Абхазской АССР | 21.02.1948      | [ ГС 63 ]  |
| 69         | Джелия Григорий Самсонович         | 1903 — ????             | Заведующий отделом сельского хозяйства Гегечкорского района Грузинской ССР | 25.11.1950      |            |
| 70         | Джем Иван Павлович                 | 12.10.1921 — 26.02.2003 | Директор племсовхоза «Красный Октябрь» Стародубского района Брянской области | 08.04.1971      | [ ГС 64 ]  |
| 71         | Джемагулова Бикен                  | род. 13.04.1941         | Оператор машинного доения Восточно-Казахстанской государственной сельскохозяйственной опытной станции, Глубоковский район Восточно-Казахстанской области | 24.12.1976      | [ ГС 65 ]  |
| 72         | Дженали Бегджа                     | 1908 — ????             | Старший чабан каракулеводческого совхоза «Равнина» Министерства внешней торговли СССР, Байрам-Алийский район Марыйской области | 15.09.1948      | [ ГС 66 ]  |
| 73         | Джибгашвили Георгий Григорьевич    | 1898 — ????             | Бригадир колхоза «Ленинис андердзи» Лагодехского района Грузинской ССР | 03.05.1949      | [ ГС 67 ]  |
| 74         | Джибути Этери Шалвовна             | род. 1932               | Колхозница колхоза имени Берия Чохатаурского района Грузинской ССР | 23.07.1951      | [ ГС 68 ]  |
| 75         | Джидебаева Нурила                  | 1922 — ????             | Звеньевая колхоза «Джаналык» Талды-Курганского района Талды-Курганской области | 20.05.1949      | [ ГС 69 ]  |
| 76         | Джиджавадзе Аиша Мемедовна         | 1911—2005               | Колхозница колхоза имени Сталина Хуцубанского сельсовета Кобулетского района Аджарской АССР | 29.08.1949      | [ ГС 70 ]  |
| 77         | Джиджавадзе Айша Кезетовна         | 1904 — ????             | Звеньевая колхоза имени Сталина Кобулетского района Аджарской АССР | 21.02.1948      | [ ГС 71 ]  |
| 78         | Джиджавадзе Гули Хусаиновна        | род. 1930               | Колхозница колхоза имени Сталина Хуцубанского сельсовета Кобулетского района Аджарской АССР | 29.08.1949      | [ ГС 72 ]  |
| 79         | Джиджелава Венера Максимовна       | род. 1927               | Колхозница колхоза «Ингири» Зугдидского района Грузинской ССР | 29.08.1949      | [ ГС 73 ]  |
| 80         | Джиджелава Константин Филиппович   | 1910 — ????             | Звеньевой колхоза имени Берия Теклатского сельсовета Цхакаевского района Грузинской ССР | 21.02.1948      | [ ГС 74 ]  |
| 81         | Джиджелава Леван Спиридонович      | 1886 — ????             | Звеньевой колхоза имени Руставели Сухумского района Абхазской АССР | 06.10.1950      |            |
| 82         | Джиджелава Шота Фёдорович          | 1927 — ????             | Бригадир колхоза имени Руставели Сухумского района Абхазской АССР | 06.10.1950      | [ ГС 75 ]  |
| 83         | Джикия Валериан Николаевич         | 1920 — ????             | Секретарь Гульрипшского районного комитета Компартии (большевиков) Грузии, Абхазская АССР | 19.04.1951      | [ ГС 76 ]  |
| 84         | Джинджарадзе Гули Османовна        | 1920 — ????             | Колхозница колхоза имени Молотова Кобулетского района Аджарской АССР | 29.08.1949      | [ ГС 77 ]  |
| 85         | Джинджарадзе Мерико Мамудовна      | 1928 — ????             | Колхозница колхоза имени газеты «Комунисти» Кобулетского района Аджарской АССР | 29.08.1949      | [ ГС 78 ]  |
| 86         | Джинчарадзе Маквала Тевратовна     | род. 1937               | Колхозница колхоза имени Сталина села Бобоквати Кобулетского района Аджарской АССР | 07.03.1960      | [ ГС 79 ]  |
| 87         | Джинчарадзе Надя Мурадовна         | род. 1942               | Чаевод колхоза села Цхаврока Кобулетского района Аджарской АССР | 12.12.1973      | [ ГС 80 ]  |
| 88         | Джинчарадзе Теврад Османович       | 1912 — ????             | Звеньевой колхоза имени Молотова Кобулетского района Аджарской АССР | 01.09.1951      |            |
| 89         | Джихвадзе Александр Сардионович    | 1902 — ????             | Колхозник колхоза села Чикаани Кварельского района Грузинской ССР | 02.04.1966      | [ ГС 81 ]  |
| 90         | Джичоная Давид Михайлович          | 1913—1991               | Председатель исполнительного комитета Зугдидского районного Совета депутатов трудящихся, Грузинская ССР | 21.02.1948      | [ ГС 82 ]  |
| 91         | Джобава Романоз Данилович          | 1904 — ????             | Председатель колхоза имени Руставели Сухумского района Абхазской АССР | 06.10.1950      | [ ГС 83 ]  |
| 92         | Джобава Чучули Антоновна           | род. 1926               | Звеньевая колхоза имени Кецховели Гальского района Абхазской АССР | 21.02.1948      | [ ГС 84 ]  |
| 93         | Джоджуа Валентина Николаевна       | род. 1928               | Колхозница колхоза имени Берия Ахалсопельского сельсовета Зугдидского района Грузинской ССР | 29.08.1949      | [ ГС 85 ]  |
| 94         | Джоджуа Лаврентий Ерастович        | 1913 — ????             | Бригадир колхоза «Колхида» Зугдидского района Грузинской ССР | 19.07.1950      | [ ГС 86 ]  |
| 95         | Джоджуа Паша Несторовна            | 1880 — ????             | Колхозница колхоза имени Берия Ахалсопельского сельсовета Зугдидского района Грузинской ССР | 29.08.1949      | [ ГС 87 ]  |
| 96         | Джоджуа Этери Елизбаровна          | 1924 — ????             | Колхозница колхоза имени Берия Ахалсопельского сельсовета Зугдидского района Грузинской ССР | 19.07.1950      | [ ГС 88 ]  |
| 97         | Джола Иван Трифонович              | род. 20.01.1929         | Бригадир каменщиков передвижной механизированной колонны № 1 треста «Черниговсельстрой» Министерства сельского строительства Украинской ССР, гор. Чернигов | 07.05.1971      |            |
| 98         | Джолдаспаев Мусалим                | 1895 — 11.1965          | Старший конюх колхоза «Путь Ленина» Вишневского района Акмолинской области | 23.07.1948      | [ ГС 89 ]  |
| 99         | Джолия Элизбар Павлович            | 1894 — ????             | Бригадир колхоза имени Берия Гальского района Абхазской АССР | 21.02.1948      | [ ГС 90 ]  |
| 100        | Джолия Эраст Джаруевич             | 1894 — ????             | Звеньевой колхоза имени Берия Гальского района Абхазской АССР | 21.02.1948      | [ ГС 91 ]  |
| 101        | Джорбенадзе Саша Тариеловна        | 1913 — ????             | Звеньевая колхоза имени Дзержинского Ланчхутского района Грузинской ССР | 01.11.1951      | [ ГС 92 ]  |
| 102        | Джрагацпанян Акоп Николаевич       | 1908 — ????             | Звеньевой колхоза «Спартак» Нор-Баязетского района Армянской ССР | 02.02.1948      | [ ГС 93 ]  |
| 103        | Джуган Анна Тихоновна              | род. 07.01.1942         | Доярка колхоза «Дружба» Полтавского района Полтавской области | 06.09.1973      | [ ГС 94 ]  |
| 103.000001 | Джулай Надежда Савельевна          | 03.03.1929 — 06.02.2019 | Звеньевая колхоз «Коммунар» Веселиновского района Николаевской области | 23.04.1949      | [ ГС 95 ]  |
| 104        | Джулумов Максут                    | 15.09.1927 — 22.12.2009 | Сортировщик шкур Уральского мясоконсервного комбината Министерства мясной и молочной промышленности Казахской ССР, Уральская область | 17.03.1981      |            |
| 105        | Джульбаев Рустам                   | 1914 — ????             | Бригадир навалоотбойщиков шахты № 4 рудоуправления «Сулюктауголь» треста «Киргизуголь» Министерства угольной промышленности СССР, Ошская область | 26.04.1957      | [ ГС 96 ]  |
| 106        | Джумабаев Алахун                   | 16.02.1896 — 1976       | Бригадир колхоза «Кызыл-Шарк» Карасуйского района Ошской области | 20.03.1951      | [ ГС 97 ]  |
| 107        | Джумабаев Мели                     | 1922 — ????             | Звеньевой колхоза «Кзыл-Аскар» Комсомольского района Самаркандской области | 12.07.1949      |            |
| 108        | Джумабаев Мирзараим                | 1932 — 01.1974          | Машинист скрепера треста «Андижанводстрой» Министерства мелиорации и водного хозяйства Узбекской ССР, Андижанская область | 08.04.1971      |            |
| 109        | Джумабаев Хайдар                   | 1927 — ????             | Бригадир колхоза «Хакикат» Сыр-Дарьинского района Ташкентской области | 07.05.1951      | [ ГС 98 ]  |
| 110        | Джумабаева Анакыз                  | род. 10.10.1929         | Бригадир колхоза имени Фрунзе Ленинского района Ошской области | 10.02.1975      | [ ГС 99 ]  |
| 111        | Джумабаева Муттихон                | 1934—1973               | Бригадир колхоза имени Свердлова Мархаматского района Андижанской области | 11.01.1957      | [ ГС 100 ] |
| 112        | Джумабеков Идрис                   | 25.06.1926 — 10.10.2007 | Директор совхоза «Женис» Жанааркинского района Карагандинской области | 08.04.1971      | [ ГС 101 ] |
| 113        | Джумабеков Сейдильда               | 1900 — ????             | Скотник колхоза «Коммунар» Сары-Суйского района Джамбулской области | 12.07.1949      | [ ГС 102 ] |
| 114        | Джумабеков Шеримбек                | 1900—1964               | Старший чабан каракулеводческого совхоза «Сюткентский» Министерства совхозов СССР, Чардаринский район Южно-Казахстанской области | 01.12.1949      | [ ГС 103 ] |
| 115        | Джумагалиев Имангали               | 1903 — ????             | Председатель колхоза «Кусем» Урдинского района Западно-Казахстанской области | 23.07.1948      | [ ГС 104 ] |
| 116        | Джумагулов Тлеуш                   | 1890 — ????             | Заведующий фермой колхоза имени Ленина Джангалинского района Западно-Казахстанской области | 23.07.1948      |            |
| 117        | Джумадылова Мария                  | 1927 — 07.03.2010       | Звеньевая колхоза имени Куйбышева Покровского района Иссык-Кульской области | 15.02.1957      | [ ГС 105 ] |
| 118        | Джумаев Анна                       | 1914 — ????             | Бригадир колхоза «Кызыл-Караван» Байрам-Алийского района Марыйской области | 11.06.1949      | [ ГС 106 ] |
| 119        | Джумаев Сапар                      | 14.12.1918 — 07.1991    | Председатель колхоза имени Карла Маркса Колхозабадского района Таджикской ССР | 10.12.1973      | [ ГС 107 ] |
| 120        | Джумаев Тангри                     | 1914 — ????             | Бригадир тракторной бригады первой Каракульской МТС Бухарской области | 11.01.1957      | [ ГС 108 ] |
| 121        | Джумаева Огульгельды               | 1913—1977               | Председатель колхоза имени Калинина Керкинского района Туркменской ССР | 30.04.1966      | [ ГС 109 ] |
| 122        | Джумаклычев Реджеп                 | 1895 — ????             | Бригадир колхоза «Большевик» Куня-Ургенчского района Ташаузской области | 05.04.1948      | [ ГС 110 ] |
| 123        | Джумаков Якшибай                   | 1921 — ????             | Звеньевой колхоза имени Тельмана Тельманского района Ташаузской области | 14.02.1957      | [ ГС 111 ] |
| 124        | Джумалиев Кубен                    | 1893—1957               | Заведующий коневодством колхоза «Родина» Новобогатинского района Гурьевской области | 23.07.1948      | [ ГС 112 ] |
| 125        | Джумалиева Муминат Джамал кызы     | 1926 — 01.03.1967       | Звеньевая колхоза «Зарбачи» Белоканского района Азербайджанской ССР | 01.07.1949      | [ ГС 113 ] |
| 126        | Джуманазаров Аллаберген            | 1899 — ????             | Председатель Совета урожайности колхоза имени Тельмана Ильялинского района Ташаузской области | 30.06.1950      |            |
| 127        | Джуманазаров Казак                 | род. 1935               | Звеньевой колхоза имени Молокова Турткульского района Кара-Калпакской АССР | 11.01.1957      | [ ГС 114 ] |
| 128        | Джуманазаров Мухамедкул            | 1911 — ????             | Первый секретарь Китабского райкома Компартии Узбекистана, Кашка-Дарьинская область | 11.01.1957      | [ ГС 115 ] |
| 129        | Джуманбаев Аблямат                 | 1909 — ????             | Старший чабан каракулеводческого совхоза «Таласский» Министерства совхозов СССР, Таласский район Джамбулской области | 01.12.1949      | [ ГС 116 ] |
| 130        | Джуманиязов Артыкбай               | род. 1927               | Звеньевой колхоза «Кызыл-Юлдуз» Куня-Ургенчского района Ташаузской области | 30.06.1950      | [ ГС 117 ] |
| 131        | Джуманиязов Козы                   | 1929 — ????             | Бригадир колхоза имени Тельмана Ильялинского района Ташаузской области | 30.06.1950      | [ ГС 118 ] |
| 132        | Джуматаев Нурмахамбет              | 1919 — ????             | Бригадир комплексной бригады Абайской передвижной механизированной колонны № 2506 треста «Чимкентсельстрой» Министерства сельского строительства Казахской ССР, Чимкентская область                                                                              | 07.05.1971      | [ ГС 119 ] |
| 133        | Джумутия Сарамида Розановна        | 1923 — ????             | Звеньевая колхоза имени Ленина Окумского сельсовета Гальского района Абхазской АССР | 29.08.1949      | [ ГС 120 ] |
| 134        | Джунусов Ниеткали                  | 1904—1965               | Старший табунщик колхоза имени Куйбышева Урдинского района Западно-Казахстанской области | 22.10.1949      | [ ГС 121 ] |
| 135        | Джураев Абдурахман                 | 1918 — ????             | Бригадир колхоза имени XXII партсъезда Наманганского района Наманганской области | 10.12.1973      | [ ГС 122 ] |
| 136        | Джураев Узакбай                    | 1883 — ????             | Звеньевой колхоза «Янги-Гайрат» Шурчинского района Сурхан-Дарьинской области | 19.03.1947      | [ ГС 123 ] |
| 137        | Джураев Хайдар                     | 1911 — ????             | Бригадир колхоза «Зарафшан» Гиждуванского района Бухарской области | 01.03.1965      |            |
| 138        | Джураева Буальма                   | род. 1935               | Прядильщица Ташкентского текстильного комбината Министерства лёгкой промышленности Узбекской ССР | 05.04.1971      | [ ГС 124 ] |
| 139        | Джурджиков Таджи                   | 1906 — ????             | Бригадир колхоза имени Тельмана Ленинского района Ташаузской области | 21.07.1950      | [ ГС 125 ] |
| 140        | Джус Нина Павловна                 | род. 08.10.1936         | Свинарка совхоза «Киевский» Киево-Святошинского района Киевской области | 14.12.1984      |            |
| 141        | Джусмамбетов Кадыралы              | 1882—1972               | Старший табунщик колхоза «Жениш» Акталинского района Тянь-Шаньской области | 29.07.1949      | [ ГС 126 ] |
| 142        | Джусубалиев Балтабай               | 1875—1965               | Старший табунщик колхоза «Дюрбельджин» Акталинского района Тянь-Шаньской области | 15.09.1948      | [ ГС 127 ] |
| 143        | Джусупов Билал                     | 1925 — ????             | Чабан колхоза имени Сталина Кочкорского района Тянь-Шаньской области | 15.02.1957      | [ ГС 128 ] |
| 144        | Джусупов Жылкибай Каиргельдинович  | 01.11.1933 — 02.06.2008 | Тракторист совхоза «Озёрный» Железинского района Павлодарской области | 19.04.1967      | [ ГС 129 ] |
| 145        | Дзабирадзе Давид Бегларович        | 1913 — ????             | Председатель исполнительного комитета Зестафонского районного Совета депутатов трудящихся Грузинской ССР | 09.08.1949      | [ ГС 130 ] |
| 146        | Дзадзамия Варлам Мелитонович       | 11.11.1916 — ????       | Секретарь Сухумского районного комитета Компартии (большевиков) Грузии, Абхазская АССР | 03.05.1949      | [ ГС 131 ] |
| 147        | Дзадзамия Натела Исидоровна        | род. 1929               | Колхозница колхоза имени Сталина Цаленджихского района Грузинской ССР | 05.07.1951      |            |
| 148        | Дзадзуа Мириан Дианозович          | 1922 — ????             | Звеньевой колхоза «Ленинис Андердзи» Гальского района Абхазской АССР | 21.02.1948      | [ ГС 132 ] |
| 149        | Дзамашвили Арчил Васильевич        | 1926 — ????             | Мастер доменного цеха Закавказского металлургического завода имени И. В. Сталина, гор. Рустави Грузинской ССР | 28.05.1960      | [ ГС 133 ] |
| 150        | Дзамукашвили Иван Бегиевич         | 1903 — ????             | Звеньевой колхоза «Курдзен тавтави» Телавского района Грузинской ССР | 09.08.1949      |            |
| 151        | Дзандзава Джого Бардзикиевич       | 1890 — ????             | Звеньевой колхоза имени Сталина Гальского района Абхазской АССР | 21.02.1948      | [ ГС 134 ] |
| 152        | Дзгоев Еруслан Еламурзаевич        | 1935 — ????             | Звеньевой механизированного звена колхоза «Кавказ» Кировского района Северо-Осетинской АССР | 08.04.1971      | [ ГС 135 ] |
| 153        | Дзгоев Шамиль Кильцыкоевич         | 1911—1985               | Звеньевой колхоза имени Кирова Пригородного района Северо-Осетинской АССР | 09.03.1948      | [ ГС 136 ] |
| 154        | Дзержинский Иван Игнатьевич        | 15.09.1925 — 02.02.1995 | Директор совхоза «Яхимовщина» Молодечненского района Минской области | 12.12.1973      | [ ГС 137 ] |
| 155        | Дзибелашвили Гиго Георгиевич       | 1902 — ????             | Звеньевой виноградарского совхоза Гурджаанского винзавода Министерства пищевой промышленности СССР, Гурджаанский район Грузинской ССР | 04.09.1950      | [ ГС 138 ] |
| 156        | Дзигуа Кала Кегуцаевич             | 1901 — ????             | Бригадир колхоза имени Махарадзе Гальского района Абхазской АССР | 21.02.1948      | [ ГС 139 ] |
| 157        | Дзидзигури Митрофан Симонович      | 1902 — ????             | Бригадир колхоза имени Сталина Абашского района Грузинской ССР | 21.02.1948      | [ ГС 140 ] |
| 158        | Дзнеладзе Василий Романович        | 01.01.1919 — 03.10.2003 | Директор Гагрского племсовхоза, Абхазская АССР | 27.12.1976      | [ ГС 141 ] |
| 159        | Дзюба Мария Севастьяновна          | 07.01.1932 — 14.11.1998 | Звеньевая колхоза «Зоря комунизму» Новоархангельского района Кировоградской области | 23.06.1966      | [ ГС 142 ] |
| 160        | Дзюба Павел Денисович              | 01.07.1888 — 15.01.1974 | Бригадир Чернорудецкого свеклосовхоза Министерства пищевой промышленности СССР, Ружинский район Житомирской области | 30.04.1948      | [ ГС 143 ] |
| 161        | Дзюба Сергей Платонович            | 07.10.1925 — 14.12.1996 | Бригадир Хутор-Михайловский дистанции пути Юго-Западной железной дороги, Сумская область | 04.05.1971      | [ ГС 144 ] |
| 162        | Дзюба Феодосий Игнатьевич          | 01.05.1914 — ????       | Первый секретарь Измаильского райкома Компартии Украины, Одесская область | 23.06.1966      | [ ГС 145 ] |
| 163        | Дзюбий Прасковья Максимовна        | 02.09.1910 — 28.08.2002 | Звеньевая колхоза имени Сталина Ружичнянского района Каменец-Подольской области | 16.02.1948      | [ ГС 146 ] |
| 164        | Дзябенко Василий Васильевич        | 21.10.1931 — 27.11.2016 | Бригадир механизированной колонны управления «Укргазстрой» Министерства газовой промышленности СССР, Полтавская область | 14.10.1967      | [ ГС 147 ] |
| 165        | Дианов Михаил Иванович             | 03.06.1915 — 22.03.2006 | Председатель колхоза «Россия» Спасского района Рязанской области | 08.01.1960      | [ ГС 148 ] |
| 166        | Дианова Валентина Ивановна         | 28.02.1928 — 12.10.2006 | Звеньевая колхоза имени Красной Армии Коломенского района Московской области | 19.02.1948      | [ ГС 149 ] |
| 167        | Дианосашвили Темураз Терентиевич   | 1926 — ????             | Звеньевой колхоза имени Орджоникидзе Димского сельсовета Маяковского района Грузинской ССР | 09.08.1949      | [ ГС 150 ] |
| 168        | Диброва Василий Антонович          | 03.1909 — 1994          | Агроном колхоза «Комсомолец» Павловского района Краснодарского края | 10.02.1949      | [ ГС 151 ] |
| 169        | Диброва Никита Яковлевич           | 14.05.1909 — 01.02.2005 | Председатель колхоза имени Карла Маркса Крыжопольского района Винницкой области | 26.02.1958      | [ ГС 152 ] |
| 170        | Диваев Рашит Мансурович            | 12.01.1929 — 07.09.2010 | Главный агроном колхоза «Октябрь» Аургазинского района Башкирской АССР | 08.04.1971      | [ ГС 153 ] |
| 171        | Дидарбекова Наужан                 | 1907—1996               | Звеньевая колхоза «Кок-Узеек» Свердловского района Джамбулской области | 28.03.1948      | [ ГС 154 ] |
| 172        | Диде Анна Дементьевна              | 06.03.1924 — 20.11.2013 | Свинарка совхоза имени Кирова Целиноградского района Целиноградской области | 22.03.1966      | [ ГС 155 ] |
| 173        | Диденко Василий Иванович           | 05.12.1924 — 05.07.2008 | Рабочий Запрудненского завода электровакуумных приборов Министерства электронной промышленности СССР, Московская область | 26.04.1971      |            |
| 174        | Диденко Владимир Петрович          | 15.04.1925 — 26.01.2002 | Поездной диспетчер Криворожского отделения Сталинской железной дороги, Днепропетровская область | 01.08.1959      | [ ГС 156 ] |
| 175        | Диденко Галина Ивановна            | 18.06.1934 — 26.09.2020 | Птичница Государственного племенного завода имени Чкалова Ясиноватского района Донецкой области | 08.04.1971      | [ ГС 157 ] |
| 176        | Диденко Степан Яковлевич           | 06.01.1914 — 13.04.1991 | Старший оператор блюминга Магнитогорского металлургического комбината Челябинского совнархоза | 19.07.1958      | [ ГС 158 ] |
| 177        | Диденко Текля Тимофеевна           | 1921 — ????             | Рабочая совхоза имени Берия Министерства сельского хозяйства СССР, Цаленджихский район Грузинской ССР | 05.07.1949      | [ ГС 159 ] |
| 178        | Дидковский Василий Дмитриевич      | 05.01.1905 — 11.1977    | Председатель колхоза «Луч Востока» Илийского района Алма-Атинской области | 29.03.1958      | [ ГС 160 ] |
| 179        | Дидович Устинья Ефимовна           | 1911 — ????             | Звеньевая семеноводческого совхоза имени Кирова Министерства совхозов СССР, Добропольский район Сталинской области | 14.05.1949      | [ ГС 161 ] |
| 180        | Дидок Василий Данилович            | 05.05.1930 — 10.05.2006 | Бригадир судосборщиков завода имени 61 коммунара Министерства судостроительной промышленности СССР, Николаевская область | 18.02.1975      | [ ГС 162 ] |
| 181        | Дидук Борис Павлович               | род. 1940               | Бригадир комплекса контактной сварки «Север-1» специализированного монтажно-наладочного управления сварочной техники № 40 Главсибтрубопроводстроя Министерства строительства предприятий нефтяной и газовой промышленности СССР, Ямало-Ненецкий автономный округ | 22.05.1987      | [ ГС 163 ] |
| 182        | Дидук Ева Петровна                 | 30.05.1900 — 09.11.1964 | Звеньевая колхоза имени Кирова Старо-Синявского района Хмельницкой области | 26.02.1958      | [ ГС 164 ] |
| 183        | Дидык Екатерина Антоновна          | 1909 — ????             | Звеньевая Узинского свеклосовхоза Министерства пищевой промышленности СССР, Киевская область | 30.04.1948      | [ ГС 165 ] |
| 184        | Дидык Лидия Александровна          | 08.08.1934 — 22.12.2012 | Заведующая молочнотоварной фермой колхоза имени Калинина Котовского района Одесской области | 08.04.1971      | [ ГС 166 ] |
| 185        | Диев Григорий Алексеевич           | 1926—1966               | Машинист горного комбайна шахты № 23 треста «Ленинуголь» Управления угольной промышленности Казахской ССР, Карагандинская область | 29.06.1966      | [ ГС 167 ] |
| 185.000002 | Дика Мария Степановна              | 31.05.1928 — 27.04.2007 | Звеньевая колхоза «Сталинский шлях» Струсовского района Тернопольской области | 26.02.1958      | [ ГС 168 ] |
| 186        | Дикарев Алексей Андреевич          | 30.03.1928 — 17.03.1976 | Бригадир экспериментального хозяйства Оренбургского научно-исследовательского института молочно-мясного скотоводства | 22.03.1966      | [ ГС 169 ] |
| 187        | Дикий Фёдор Матвеевич              | 05.06.1916 — 20.07.1993 | Председатель колхоза имени Димитрова Москаленского района Омской области | 22.03.1966      | [ ГС 170 ] |
| 188        | Дикун Сергей Николаевич            | 30.06.1922 — 07.10.1978 | Первый секретарь Шкловского райкома Компартии Белоруссии, Могилёвская область | 08.04.1971      | [ ГС 171 ] |
| 189        | Дикушин Владимир Иванович          | 08.08.1902 — 12.01.1979 | Главный конструктор Экспериментального научно-исследовательского института металлорежущих станков, академик Академии наук СССР, гор. Москва | 13.03.1969      | [ ГС 172 ] |
| 190        | Диленян Ася Яковлевна              | 1928—1993               | Звеньевая колхоза «Ашхаданк» Анапского района Краснодарского края | 11.07.1950      | [ ГС 173 ] |
| 191        | Дильдабекова Ултай                 | 1929—1984               | Звеньевая колхоза «Пахта-Арал» Ильичёвского района Южно-Казахстанской области | 27.05.1948      | [ ГС 174 ] |
| 192        | Дильдебеков Шаблан                 | 1923—1987               | Директор совхоза «Большевик» Кировского района Чимкентской области | 24.12.1976      | [ ГС 175 ] |
| 193        | Димитров Николай Фёдорович         | 25.03.1925 — 28.11.1997 | Бригадир комплексной бригады колхоза имени Ленина Чернышковского района Волгоградской области | 08.04.1971      | [ ГС 176 ] |
| 194        | Димитров Павел Дмитриевич          | 25.06.1912 — 18.06.1973 | Забойщик шахты № 1-бис «Криворожье» треста «Кадиевуголь» Министерства угольной промышленности Украинской ССР, Ворошиловградская область | 26.04.1957      | [ ГС 177 ] |
| 194.000003 | Димова Анна Васильевна             | 19.12.1928 — 12.11.2010 | Рабочая Хецерского совхоза Министерства сельского хозяйства СССР, Зугдидский район Грузинской ССР | 31.07.1950      | [ ГС 178 ] |
| 195        | Дингов Георгий Михайлович          | 1907 — ????             | Звеньевой колхоза имени Шаумяна, гор. Кизляр Грозненской области | 12.07.1950      | [ ГС 179 ] |
| 196        | Динисламов Абуша                   | 1934 — 13.07.1997       | Поливальщик совхоза имени XXII съезда КПСС Казалинского района Кзыл-Ординской области | 22.02.1982      | [ ГС 180 ] |
| 197        | Динков Василий Александрович       | 25.12.1924 — 25.06.2001 | Министр газовой промышленности СССР, гор. Москва | 24.12.1984      | [ ГС 181 ] |
| 198        | Диордиев Владимир Степанович       | 18.08.1912 — ????       | Директор Константиновского металлургического завода имени Фрунзе Сталинского совнархоза | 19.07.1958      | [ ГС 182 ] |
| 199        | Диркс Мартын Мартынович            | 08.08.1928 — 04.08.2006 | Директор совхоза «Токушинский» Бишкульского района Северо-Казахстанской области | 08.04.1971      | [ ГС 183 ] |
| 200        | Дитюк Владимир Аврамович           | 17.11.1935 — 17.02.2016 | Бригадир колхоза «Колутонский» Мариновского района Целиноградской области | 24.12.1976      | [ ГС 184 ] |
| 201        | Диханбаев Кажымухан                | род. 1938               | Комбайнёр колхоза имени Крупской Нарынкольского района Алма-Атинской области | 13.12.1972      | [ ГС 185 ] |
| 202        | Дихтяр Ирина Харитоновна           | 1925 — ????             | Звеньевая Капитановского свеклосовхоза Министерства пищевой промышленности СССР, Новомиргородский район Киевской области | 30.04.1948      |            |
| 203        | Дихтярь Евдокия Петровна           | 1914 — ????             | Звеньевая колхоза имени Шевченко Шполянского района Киевской области | 06.05.1948      |            |
| 204        | Дихтярь Федора Ивановна            | 16.12.1914 — 25.03.1987 | Звеньевая колхоза «16-й партсъезд» Нехворощанского района Полтавской области | 16.02.1948      | [ ГС 186 ] |
| 205        | Дическул Дмитрий Александрович     | 22.01.1926 — 25.04.2004 | Главный инженер Пермского моторостроительного завода имени Я. М. Свердлова Министерства авиационной промышленности СССР | 26.04.1971      | [ ГС 187 ] |

| Навигационная таблица | Навигационная таблица |
| --------------------- | --------------------- |
| «Д»                   | Дабаев — Дешунин      |
| «Д»                   | Джабаров — Дическул   |
| «Д»                   | Длимбетов — Дощечкин  |
| «Д»                   | Драгавцев — Дяченко   |